# 曼努埃爾·約翰·約翰遜
曼努埃爾·約翰·約翰遜, FRS（英語：Manuel John Johnson，1805年5月23日—1859年2月28日）是一名英國天文學家。
他出生於中國澳門，是東印度公司約翰·威廉·羅伯茨（John William Roberts）的兒子，曾在泰晤士河迪頓的斯代爾斯古典學院和為東印度公司服務的艾迪斯康伯軍事學院接受教育。
1823年，他被HEIC派往聖赫勒拿島，於1826年起，他開始監督梯子山天文台的建設。他曾兩度前往南非，就天文台的設計與費倫·法洛斯進行諮詢。1828年，他被任命為天文台台長。1835年，他在聖赫勒拿島出版了《南半球606顆主要恆星的星表……在聖赫勒拿島》（A Catalogue of 606 Principal Fixed Stars in the Southern Hemisphere... at St. Helena），並因此獲得同年的英國皇家天文學會金質獎章。在將他的結果與尼古拉-路易·德·拉卡伊的結果進行比較時，他注意到南門二的高精動，並將這些結果告知了好望角皇家天文台的托馬斯·亨德森。這導致恆星視差的首次成功測量，儘管不是首次發表。
1833年回到英國後，他進入牛津大学赫特福德学院學習，1839年獲得碩士學位。之後，他於1839年起擔任雷德克里夫天文台台長，直到1859年在牛津去世。他在那裡引進了自記錄氣象儀器，利用最新發明的攝影技術連續記錄氣壓、溫度、濕度和大氣電的變化。最初的儀器是由邱園天文台名譽台長弗朗西斯·羅納茲發明和安裝的。雷德克里夫天文台後來成為新成立的英國氣象局觀測站網路的一部分，由邱園負責協調。
1855年至1857年，約翰遜擔任英國皇家天文學會會長，1856年獲選為皇家學會會士。
1850年，他與醫生詹姆斯·奧格（James Ogle）的女兒卡洛琳（Caroline）結婚。

## 備註
1. ↑   . . London: Smith, Elder & Co. 1885–1900.
2. ↑  Hockey, Thomas. . Springer Publishing. 2009  [August 22, 2012]. ISBN 978-0-387-31022-0. （原始内容存档于2014-06-02）.
3. ↑  http://www2.royalsociety.org/DServe/dserve.exe?dsqIni=Dserve.ini&dsqApp=Archive&dsqCmd=Show.tcl&dsqDb=Persons&dsqPos=7&dsqSearch=%28Surname%3D%27johnson%27%29%5B%5D
4. ↑  Warner, Brian. . Vistas in Astronomy. 1982, 25 (3): 383–409. Bibcode:1981VA.....25..383W. doi:10.1016/0083-6656(81)90065-9.
5. ↑  Glass, I.S. . Mons Mensa. 2008.
6. ↑  Ronalds, B.F. . London: Imperial College Press. 2016. ISBN 978-1-78326-917-4.
7. ↑  Ronalds, B.F. . European Society for the History of Photography. 2016  [2 June 2016]. （原始内容存档于2016-06-13）.
8. ↑  . Past RAS Presidents. Royal Astronomical Society.   [23 May 2021]. （原始内容存档于2021-12-10）.